# Robert Horry
Robert Keith Horry (født 25. august 1970) er en amerikansk sportskommentator, og tidligere basketballspiller, som spillede 16 sæsoner i NBA. Han er en af kun fire spillere i ligaens historie til at vinde mesterskaber med tre forskellige klubber, da han vandt flere mesterskaber med Houston Rockets, Los Angeles Lakers og San Antonio Spurs.

## Klubber
- 1992-1996: Houston Rockets
- 1996-1997: Phoenix Suns
- 1997-2003: Los Angeles Lakers
- 2003-2008: San Antonio Spurs